# 屋代弘賢
屋代 弘賢（やしろ ひろかた）は、江戸時代中期から後期にかけての江戸幕府幕臣・国学者。通称は太郎。号は輪池。

## 経歴
江戸神田明神下の御家人屋代忠太夫佳房の子として誕生。初名は詮虎。その後、諱を詮賢、弘賢、詮丈の順に改める。
7歳の時から幕府右筆森尹祥に書を学び、安永8年（1779年）22歳で家督を継いだ。天明元年（1781年）西丸台所に出仕した。柴野栗山に従い、天明2年（1782年）に幕府の表右筆として出仕する。天明6年（1786年）、本丸附書役となる。寛政5年（1793年）、奥右筆所詰支配勘定格となり、文化元年（1804年）3月、勘定格として御目見以上（旗本）に昇進した。文化2年（1805年）、ロシアに対する幕府の返書を清書した。
塙保己一に国学を学んで『群書類従』の編纂に加わる。後に和学講談所の会頭を務めた。死没時は、奥右筆所詰奥右筆格。有職故実・書誌学に優れていた他、仕事柄能書家としても知られていた。幕命によって『寛政重修諸家譜』・『古今要覧稿』・『集古十種』の編纂にも従事した。京都・大和の古社寺を訪れ古宝物の調査をしたときの記録『道の幸』を著している。柴野栗山・成島司直・小山田与清・大田南畝・谷文晁らとも親交があった。
また、弘賢は蔵書家としても知られ、上野不忍池のほとりに蔵書5万冊を納めた書庫を築いて「不忍文庫」と命名され、蔵書目録『不忍文庫目録』（朝倉治彦編『屋代弘賢・不忍文庫蔵書目録』全6巻　ゆまに書房、2001年）に出版されている。

## 著書

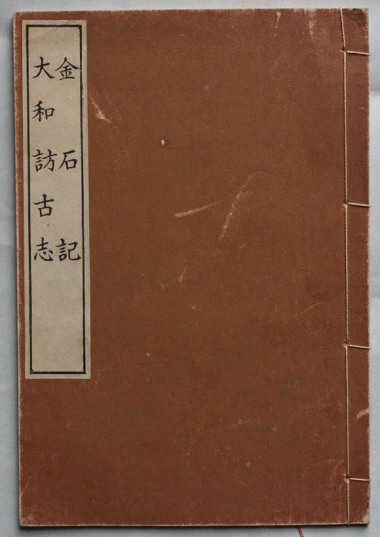
金石記

- 『金石記』風俗絵巻図画刊行会・芸苑叢書　1923
- 『参考伊勢物語』岩波文庫 1928
- 『古今要覧稿』全6巻別巻1　原書房　1981-82

## 関連文献
- 大沼宜規『考証の世紀：十九世紀日本の国学考証派』吉川弘文館、2021年3月。ISBN 9784642043373